# Haloragis acutangula
Haloragis acutangula es una especie de planta floral perteneciente al género Haloragis, de la familia Haloragaceae, orden Saxifragales. Crece en el bioma subtropical.
Fue descrita por el médico y botánico alemán Ferdinand von Mueller. La especie es válida y aceptada y aparece registrada en una sección de la publicación Transactions and Proceedings of the Victorian Institute for the Advancement of Science 1: 125 de 1855.

## Distribución
Se distribuye por Australia del Sur, Victoria y Australia Occidental.